# Riseberga-Färingtofta församling
Riseberga-Färingtofta församling är en församling i Luggude-Åsbo kontrakt i Lunds stift. Församlingen ligger i Klippans kommun i Skåne län och ingår i Klippans pastorat.

## Administrativ historik
Församlingen bildades 2010 genom en sammanslagning av Riseberga församling och Färingtofta församling och utgjorde därefter till 2014 ett eget pastorat. Från 2014 ingår församlingen i Klippans pastorat.

## Kyrkobyggnader
- Herrevadsklosters kapell
- Färingtofta kyrka
- Riseberga kyrka